# Новотроицкое (Волновахский район)
Новотро́ицкое — посёлок в Волновахском районе Донецкой области.

## Географическое положение
Находится на реке Сухая Волноваха (правый приток Кальмиус). 

## История
Поселение основано в 1773 году.
В 1938 году Новотроицкое стало посёлком городского типа.
В ходе Великой Отечественной войны селение было оккупировано наступавшими немецкими войсками.
По состоянию на начало 1974 года здесь действовали асфальтобетонный завод, завод безалкогольных напитков, а также вели добычу известняка и доломитов.
В 1981 году численность населения составляла 8,9 тыс. человек, здесь действовали рудоуправление (по добыче известняка и доломита), отделение Волновахской райсльхозтехники, 3 общеобразовательные школы, больница, 3 дома культуры и 3 библиотеки.
В 1989 году численность населения составляла 9307 человек, в 1992 — 9,3 тыс. чел., в 1999 — 8,5 тыс. чел., в 2001 — 7 700, в 2011 — 7093 чел.
На 1 января 2013 года численность населения составляла 6978 человек.
С 2015 по 2022 год рядом с поселком работал контрольно-пропускной пункт с неподконтрольными территориями.

## Экономика
Новотроицкое рудоуправление (ныне принадлежит «СКМ»), бывший «Укрогнеупорнеруд» — добыча доломита, флюсового известняка. Бывший колхоз «Родина», отделение «Сельхозтехники».

## Транспорт
Находится в 8 км от железнодорожной станции Великоанадоль.